# バリー・アクロイド
バリー・アクロイド（Barry Ackroyd, 1954年5月12日 - ）はイギリス・マンチェスター出身の映画撮影監督。ケン・ローチ作品の撮影で知られている。

## 主な作品
- リフ・ラフ Riff-Raff (1990)
- レイニング・ストーンズ Raining Stones (1993)
- レディバード・レディバード Ladybird Ladybird (1994)
- 大地と自由 Land and Freedom (1995)
- カルラの歌 Carla's Song (1996)
- アンダー・ザ・スキン Under the Skin (1997)
- マイ・ネーム・イズ・ジョー My Name Is Joe (1998)
- ロスト・サン The Lost Son (1999)
- ブレッド&ローズ Bread and Roses (2000)
- DUST ダスト Dust (2001)
- ナビゲーター ある鉄道員の物語 The Navigators (2001)
- SWEET SIXTEEN Sweet Sixteen (2002)
- やさしくキスをして Fond Kiss..., Ae (2004)
- ユナイテッド93 United 93 (2006)
- 麦の穂をゆらす風 The Wind That Shakes the Barley (2006)
- ハート・ロッカー The Hurt Locker (2009)
- エリックを探して Looking for Eric (2009)
- グリーン・ゾーン Green Zone (2010)
- 英雄の証明 Coriolanus (2011)
- ハード・ラッシュ Contraband (2011)
- キャプテン・フィリップス Captain Phillips (2013)
- パークランド ケネディ暗殺、真実の4日間 Parkland (2013)
- マネー・ショート 華麗なる大逆転 The Big Short (2015)
- ジェイソン・ボーン Jason Bourne (2016)
- デトロイト Detroit (2017)
- アウトロー・キング スコットランドの英雄 Outlaw King (2018)
- スキャンダル Bombshell (2019)
- オールド・ガード The Old Guard (2020)
- スイートガール Sweet Girl (2021)
- ホイットニー・ヒューストン I WANNA DANCE WITH SOMEBODY I Wanna Dance with Somebody (2022)